# Blohm & Voss BV 144
Blohm & Voss BV 144 là một nỗ lực của Đức Quốc xã trong Chiến tranh thế giới II, nhằm phát triển một loại máy bay chở khách thương mại hiện đại.

## Quốc gia sử dụng
- Pháp
  - Không quân Pháp
- Germany
  - Luftwaffe

## Tính năng kỹ chiến thuật (BV 144 V1)
Dữ liệu lấy từ  Hitler's Luftwaffe 
Đặc tính tổng quan
- Kíp lái: 3
- Sức chứa: 18-23
- Chiều dài: 21,8 m (71 ft 6 in)
- Sải cánh: 27 m (88 ft 7 in)
- Chiều cao: 4,75 m (15 ft 7 in)
- Diện tích cánh: 88 m2 (950 foot vuông)
- Trọng lượng rỗng: 7.900 kg (17.417 lb)
- Trọng lượng cất cánh tối đa: 13.000 kg (28.660 lb)
- Động cơ: 2 × BMW 801A , 1.147 kW (1.538 hp) mỗi chiếc
- Cánh quạt: 3-lá

Hiệu suất bay
- Vận tốc cực đại: 470 km/h (292 mph; 254 kn)
- Tầm bay: 1.550 km (963 mi; 837 nmi)
- Trần bay: 9.100 m (29.856 ft)